# Николаев, Леонид Владимирович (военный)
Леони́д Влади́мирович Никола́ев (8 сентября 1894, Козьмодемьянск, Казанская губерния, Российская империя — 23 декабря 1974, Оренбург, РСФСР, СССР) — русский советский военный, офицер государственной безопасности. Участник Первой мировой войны, Гражданской войны в России и Великой Отечественной войны. Кавалер 5 военных орденов СССР и Российской империи. Член РКП(б).

## Биография
Родился 8 сентября 1894 года в г. Козьмодемьянске ныне Марий Эл в семье потомственных военных. Отец — полковник, дед — генерал, сам по происхождению — дворянин.
Окончил Козьмодемьянское городское училище, в 1912 году — Николаевский  кадетский корпус, в 1914 году — Александровское военное училище в Москве.
В 1917 году призван в армию. Участник Первой мировой войны: командир батальона, капитан. Был контужен. Награждён орденами Святой Анны 4 и 3 степени, Святого Станислава 3 степени.
В сентябре 1918 года принят в РКП(б) в Козьмодемьянске, где с мая 1918 года по май 1919 года командовал караульной ротой.
В 1919—1921 годах — участник Гражданской войны в России в рядах РККА: командир роты, батальона, адъютант штаба бригады, помощник начальника штаба дивизии по оперативной части на Северном фронте.
С 1922 года — командир взвода ЧОН в Козьмодемьянске. Характеризуется как честный и энергичный работник с твёрдым характером и силой воли, «предан делу революции, стремления к власти не имеет».
В 1922—1925 годах — военком Козьмодемьянского кантонного военкомата.
В 1925—1927 годах — врио начальника территориального управления в РККА в г. Царевококшайске (военный комиссар Марийской автономной области).
С 1927 года — сотрудник органов ОГПУ в Оренбурге, Москве, с 1931 года — Якутии: в 1935—1938 годах — начальник Оймяконского районного управления НКВД, лейтенант государственной безопасности (1936).
В 1938 году подвергся репрессиям: был арестован, вскоре освобождён.
В 1939—1941 годах — заведующий протокольной частью Якутского обкома ВКП(б).
В 1942 году вновь призван в РККА из г. Якутска. Участник Великой Отечественной войны: сотрудник особых отделов на Центральном и 1-м Белорусском фронтах, помощник коменданта по оперативной части уезда Конин (Польша), капитан. По наградным документам «проявил себя исключительно честным отношением к работе». В апреле 1946 года демобилизован из армии. Награждён орденами Красного Знамени (дважды), Отечественной войны II степени и медалями.
В 1946—1969 годах — делопроизводитель госпиталя для инвалидов войны в Оренбурге.
Скончался 23 декабря 1974 года в Оренбурге.

## Боевые награды
- Орден Красного Знамени (21.02.1945) — за выслугу лет[1][5]
- Орден Отечественной войны II степени (13.09.1945)[1][5]
- Орден Святой Анны IV степени[1]
- Орден Святой Анны III степени[1]
- Орден Святого Станислава III степени[1]
- Медаль «За победу над Германией в Великой Отечественной войне 1941—1945 гг.» (09.05.1945)[5]